# Loafer

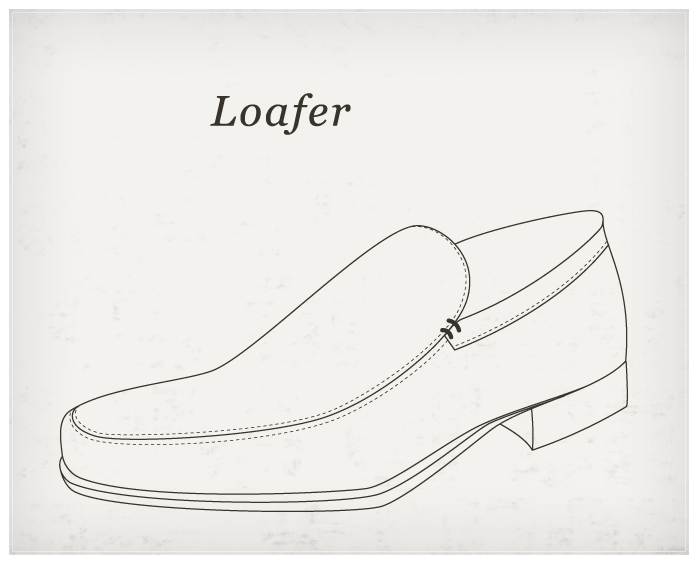
Loafer

Ein Loafer ist ein Schlupfhalbschuh mit Absatz. Das bekannteste Modell ist der Pennyloafer (auch Collegeschuh genannt). Mokassins zählen nicht zu den Loafern, da sie keinen Absatz besitzen.
Allgemein wird der Loafer auch Slipper (Deutschland), slip-on (England) oder Schlüpfer (Österreich und Schweiz) genannt.

## Historisches
Die ersten Loafer wurden um 1910 in Amerika hergestellt, dabei handelte es sich um das Modell, das heute Pennyloafer genannt wird. Die Firma G.H. Bass sorgte für eine Verbreitung dieses Modells, indem sie es in den 1930er Jahren in den Universitäten einführte, wo es sich zum klassischen Schuh der Ivy League entwickelte und seinen heutigen Modellnamen erhielt (angeblich steckten die Studenten einen Penny als Glücksbringer in die Aussparung der Schaftbrücke über dem Rist). Sebago (ebenfalls ein US-amerikanischer Hersteller) kam mit einem eigenen Pennyloafermodell (Beefroll) Mitte der 1940er Jahre auf den Markt.
In den 1950er Jahren wurden die in Italien gebauten Loafer bekannt und fanden zögerlich Verbreitung. Im gleichen Jahrzehnt stellte die US-amerikanische Firma Alden ihren Tasselloafer vor. Im Folgejahrzehnt wurde der Gucci-Slipper mit der Miniaturtrense auf dem Rist bekannt und angesehene Persönlichkeiten zeigten sich in der Öffentlichkeit mit Loafern an den Füßen. Als der Loafer somit allgemeine Akzeptanz hatte, wurde er auch von namhaften englischen Schuhherstellern in rahmengenähter Bauweise nachgebaut, wodurch er allerdings seiner typischen Leichtigkeit und Biegsamkeit beraubt wurde.

## Stil und Modelle

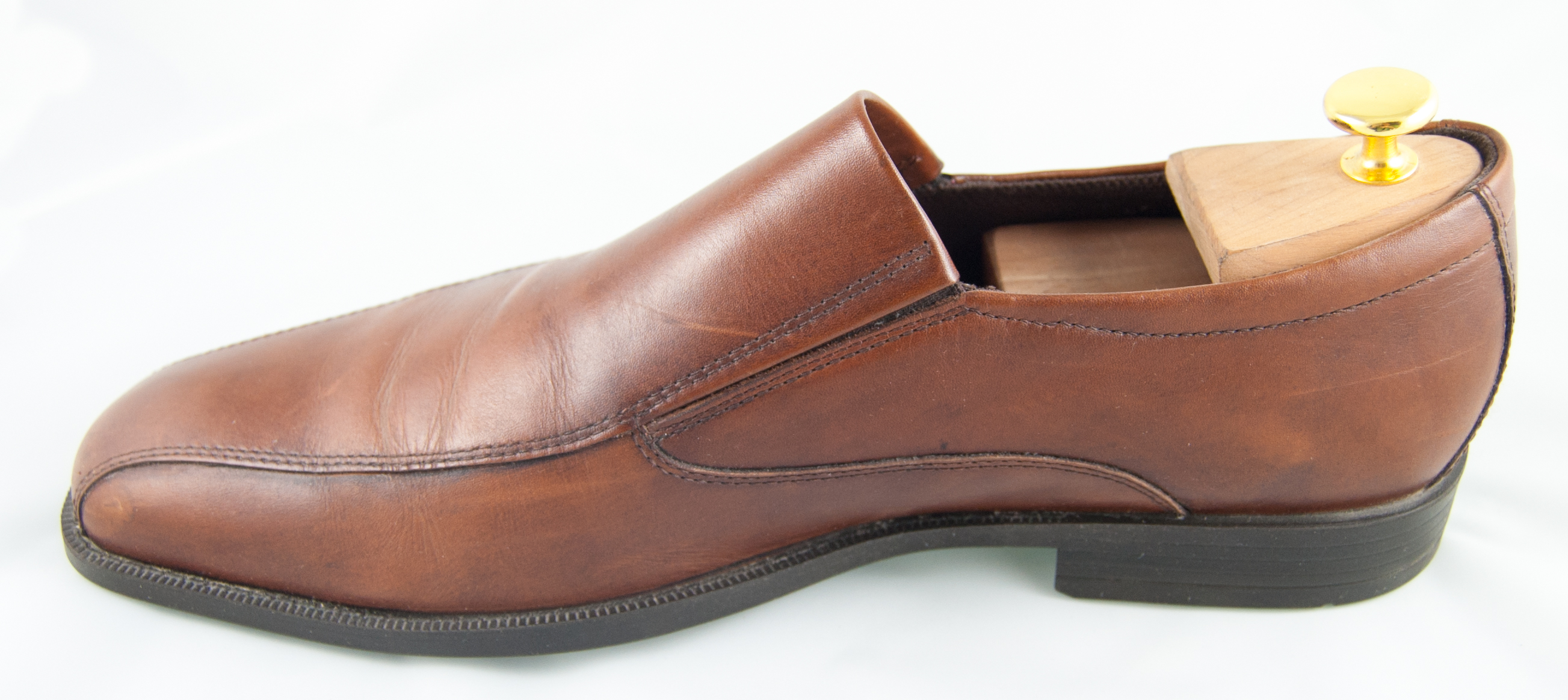
Loafer in braunem Leder

Der Loafer ist ein Unisex-Schuh und gilt für Männer nicht als förmliche Fußbekleidung, da er tiefer ausgeschnitten ist als ein normaler Halbschuh. Die Akzeptanz dieses Schuhmodells im Geschäftsleben ist unterschiedlich und auch von der jeweiligen Branche abhängig. Einerseits hängt sie vom Land ab (in Amerika und in Italien ist der Loafer allgemein akzeptiert; in England und Deutschland tritt man ihm mit Skepsis entgegen), andererseits von der Schuhfarbe (schwarz wird eher für geschäftliche Anlässe akzeptiert, wohingegen Brauntöne der Freizeit vorbehalten sind).
Klassische Loafer sind normalerweise durchgenähte Schuhe (Naht im Vorderschuh auf der Innensohle sichtbar) in Mokassinmachart. Dementsprechend sind Loafer leichte und biegsame Halbschuhe, die vorzugsweise bei warmer, trockener Witterung getragen werden.
Er gilt als Weiterentwicklung des Mokassins und wie bei diesem Schuhtyp verläuft der Schaft unter dem Fuß entlang und wird auf seiner Oberseite mit dem Blatteinsatz geschlossen. Anders als ein Mokassin verfügt der Loafer jedoch über eine Laufsohle sowie einen Absatz.
Bekannte Loafermodelle:

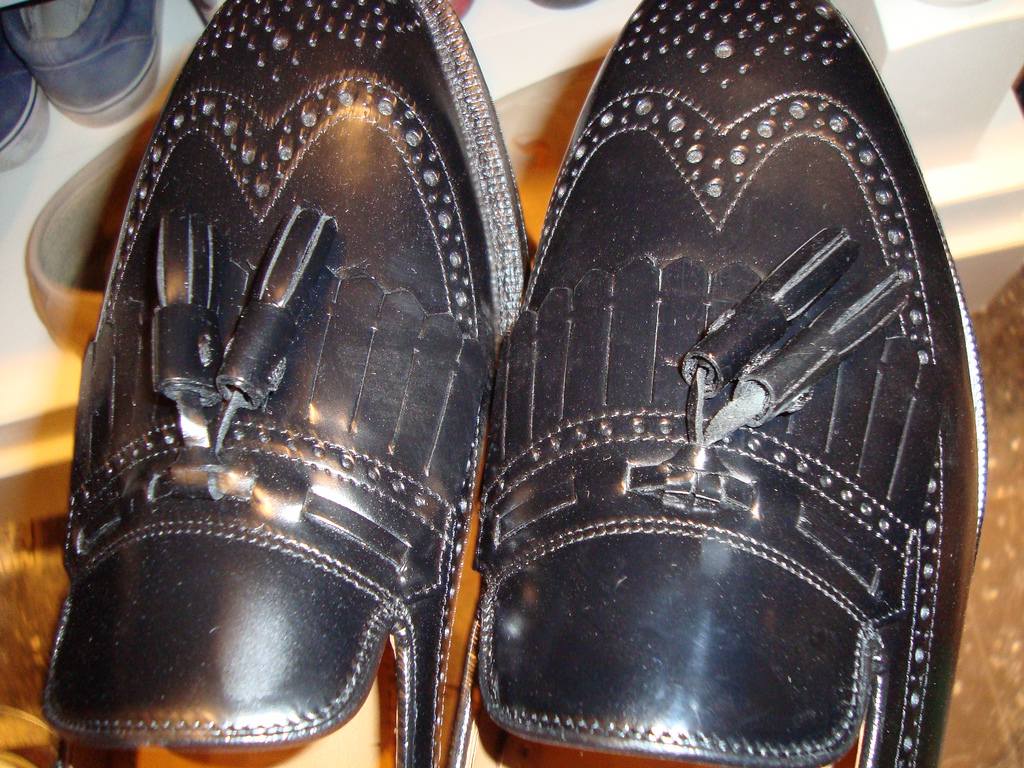
Tasselloafer mit um den Einstieg getunnelten und auf dem Vorfuß in Quasten auslaufenden, funktionslosen Ziersenkeln.

- Pennyloafer (quer verlaufender Schlitz in der Schaftbrücke über dem Rist)
- Tasselloafer (um den Einstieg getunnelte und auf dem Vorfuß in Quasten auslaufende Ziersenkel)
- Laschenslipper oder – als Hausschuhvariante – auch Prince Albert Slipper genannt (hoch auf den Spann reichender Schaft mit einer einzigen Naht an der Ferse)
- Zugloafer auch Elasticloafer genannt (mit elastischem Gummibandeinsatz seitlich des Spanns)